# Liste der Bodendenkmäler in Bottrop
Die Liste der Bodendenkmäler in Bottrop enthält die Denkmäler im Stadtgebiet von Bottrop in Nordrhein-Westfalen, die im Teil B der Denkmalliste der Stadt Bottrop eingetragen sind (Stand: September 2011). Grundlage für die Aufnahme der Bodendenkmäler ist das Denkmalschutzgesetz Nordrhein-Westfalen (DSchG NRW).
| Bild | Bezeichnung                                     | Lage                                                                           | Beschreibung | Bauzeit | Eingetragen seit | Denkmal- nummer |
| ---- | ----------------------------------------------- | ------------------------------------------------------------------------------ | ------------ | ------- | ---------------- | --------------- |
|      | Siedlungsplatz, Mkz. 4407, 36                   | Östlich der L 623                                                              |              |         | 12.07.1990       | B 1             |
|      | Bronze-eisenzeitliches Gräberfeld, Mkz. 4307, 7 | Kirchhellen                                                                    |              |         | 12.07.1990       | B 2             |
|      | Bestattungs-/Siedlungsplatz, Mkz. 4307, 38      | Kirchhellen-Ekel Nördlich der Straße Alter Postweg                             |              |         | 12.07.1990       | B 3             |
| BW   | Kirchenhügel                                    | Kirchhellen-Mitte Am alten Kirchplatz Karte                                    |              |         | 27.09.1991       | B 4             |
| BW   | Haus Brabeck                                    | Kirchhellen-Overhagen Brabecker Feld 27 Karte                                  |              |         | 26.05.1993       | B 5             |
| BW   | Altes Pastorat                                  | Kirchhellen-Mitte Nördlich Hackfurthstraße, südlich Kaplan-Xanten-Straße Karte |              |         | 25.07.1993       | B 6             |
| BW   | Kommende Welheim                                | Welheim Karte                                                                  |              |         | 04.05.2005       | B 7             |